# El Mosqueado
El Mosqueado är en ort i Mexiko.   Den ligger i kommunen San José Iturbide och delstaten Guanajuato, i den centrala delen av landet, 220 km nordväst om huvudstaden Mexico City. El Mosqueado ligger 2 182 meter över havet och antalet invånare är 174.
Terrängen runt El Mosqueado är kuperad västerut, men österut är den platt. Runt El Mosqueado är det ganska tätbefolkat, med 124 invånare per kvadratkilometer. Närmaste större samhälle är San José Iturbide, 8,0 km öster om El Mosqueado. Trakten runt El Mosqueado består i huvudsak av gräsmarker.